# Hans Smulders (voetballer)
Hans Smulders (Eindhoven, 27 april 1964) is een Nederlandse voetbalbestuurder en voormalig voetballer die bij voorkeur als rechterspits speelde.

## Loopbaan als speler
Op 17-jarige leeftijd maakte Smulders de overstap van amateurclub ESV naar de A-junioren van PSV. Via het beloftenelftal stroomde hij vervolgens door naar het eerste elftal. Als invaller voor Ton Lokhoff scoorde hij op 26 februari 1983 direct bij zijn debuut in de thuiswedstrijd tegen Go Ahead Eagles.
Om meer speeltijd te krijgen werd hij halverwege het seizoen 1984-1985 verhuurd aan eerstedivisionist FC VVV. Ook het daaropvolgende seizoen werd hij uitgeleend, ditmaal aan Eindhoven. In 1986 vertrok de aanvaller vanuit Eindhoven naar België, waar hij nog uitkwam voor Hoogstraten VV, KFC Dessel Sport en Witgoor Sport Dessel.

## Clubstatistieken
| Seizoen | Club      | Land      | Competitie     | Duels | Goals |
| ------- | --------- | --------- | -------------- | ----- | ----- |
| 1982/83 | PSV       | Nederland | Eredivisie     | 2     | 1     |
| 1983/84 | PSV       | Nederland | Eredivisie     | 2     | 0     |
| 1984/85 | PSV       | Nederland | Eredivisie     | 1     | 0     |
| 1984/85 | FC VVV    | Nederland | Eerste divisie | 12    | 1     |
| 1985/86 | Eindhoven | Nederland | Eerste divisie | 19    | 1     |
| Totaal  | Totaal    | Totaal    | Totaal         | 36    | 3     |

## Verdere loopbaan
Na zijn spelersloopbaan werd Smulders trainer bij de amateurclubs SV Deurne en RKSV Nuenen. Daarnaast was hij werkzaam als jeugdtrainer bij PSV en FC Eindhoven. Bij laatstgenoemde club werd hij in 2008 aangesteld als technisch directeur, vanaf 2011 ook als algemeen directeur. Per 1 december 2015 werd hij door NAC Breda benoemd als technisch-directeur (tevens statutair directeur). Hier is hij mede verantwoordelijk voor de samenwerking tussen NAC en Manchester City vanaf het eredivisie seizoen 2017/18. Eind september 2018 werd Smulders ontslagen door de aandeelhouders van NAC.